# گروسبوکدرا
گروسبوکدرا (به آلمانی: Großbockedra) یک شهر در آلمان است که در زاله‌هلتسلاند واقع شده‌است. گروسبوکدرا ۱۷۹ نفر جمعیت دارد.